# Trisha LaFache
Trisha LaFache est une actrice américaine née aux États-Unis.

## Biographie
Trisha LaFach a étudié la Formation Acteur à la Lesly Kahn & Company à Los Angeles.
Au printemps et en automne 2006, elle a fait un stage au Theater Company labyrinthe.  
Elle a aussi étudié le ballet au Boston Ballet Theater et au New York City Ballet.

## Anecdotes
D'après sa page personnelle, Trisha LaFache aime la danse, dont le hip-hop, le ballet, la danse moderne et la salsa, elle aime aussi le jazz, les salles de bal, l'improvisation, les stages de combat et le yoga.

## Filmographie
- 2005 : New York, unité spéciale (saison 6, épisode 14) : Louise Karnaki
- 2007 : Never forever
- 2009 : Washington Field : Samantha Padilla
- 2010 : The League : Taco's Notary Girl
- 2011 : Esprits criminels : Chelsea Grant
- 2013 : Demon Lake : Emmi
- 2013 : God's Not Dead : Amy Ryan